# Los Angeles Times
Los Angeles Times (også kendt som L.A. Times) er et amerikansk dagblad, der udgives i Los Angeles, Californien, og distribueres over hele det vestlige USA. Avisen blev grundlagt i 1881 og er i sin politiske holdning konservativ. Avisen er den fjerdestørste i USA og udkommer et i et oplag på 657.467 på hverdage og 983.702 søndag.
Avisens journalister har modtaget adskillige Pulitzer-priser gennem tiderne, bl.a. fik den i 2004 hele fire, og avisen anses for at være blandt de ledende i USA. Avisen udgives af Tribune Company, der også udgiver Chicago Tribune.